# Belbek
Belbek (ukrainska och ryska: Бельбек) är en 63 kilometer lång flod på Krim i Ukraina, med utlopp i Svarta havet vid byn Lyubimovka nära Sevastopol. Floden flyter från Krimbergen på sydvästra Krim i områdena Bakhchisarai och Sevastopol. Belbeks bifloder är Managra och Biyuk-Uzenbash.
Under den tid då kabardierna bodde vid flodens övre del, hade floden två namn. Den övre delen hette Kabarda och den nedre delen kallades Belbek.